# أنجيلا غريفين
أنجيلا غريفين (بالإنجليزية: Angela Griffin)‏ هي صحفية ومقدمة تلفزيونية بريطانية، ولدت في 19 يوليو 1976 في ليدز في المملكة المتحدة.

## وصلات خارجية
- أنجيلا غريفين على موقع IMDb (الإنجليزية)
- أنجيلا غريفين على موقع ميتاكريتيك (الإنجليزية)
- أنجيلا غريفين على موقع روتن توميتوز (الإنجليزية)
- أنجيلا غريفين على موقع ألو سيني (الفرنسية)
- أنجيلا غريفين على موقع ميوزك برينز (الإنجليزية)
- أنجيلا غريفين على موقع قاعدة بيانات الفيلم (الإنجليزية)
- أنجيلا غريفين على موقع ليتربوكسد (الإنجليزية)
- أنجيلا غريفين على موقع كينوبويسك (الروسية)